# Crew Cuervos
 (septembre 2017).
Cet article possède un paronyme, voir Cría cuervos.
Crew Cuervos est un collectif espagnol de hip-hop, originaire de Madrid, Barcelone, et Séville. Il se compose de 15 artistes (11 MC et 4 DJ) issus des groupes A3Bandes (Rayden, Chakal et DJ Mesh), Zatu, Trafik, El Artefuckto (Seih, Nasho, Pekeño et DJ Jhomp), Bajo Mínimos (Jompy, Isaac et DJ ES.T), Ferran MDE, Bodas, et DJ Gastón,. À l'origine, Zenit et Arts faisaient également partie du Crew Cuervos, mais ont décidé de quitter le groupe pour des raisons personnelles. Zatu rejoint le groupe en début de 2012.

## Historique
Le groupe est formé en 2005 à l'initiative de DJ ES.T (membre de Bajo Mínimos) qui convaincra tous les membres de ne faire qu'un avec lui. Il souhaitait conserver le talent de tous ces rappeurs. Le groupe apparait sur le deuxième album solo de Zenit, Torre de Babel. En 2009, un EP au nom du groupe est publié en téléchargement gratuit, incluant deux morceaux et leurs pistes instrumentales respectives. Peu de temps après, plus précisément le 1er décembre de cette année, Crew Cuervos présente son premier album, intitulé Carrie. Le crew se compose à cette période de Zenit, Artes, DJ Es.T, Jompy, Isaac, Trafik, Rayden, Lumier, Mesh, Ferran MDE, Pekeño, DJ Jhomp, Seih, Nasho, DJ Gastón, et Bodas. Carrie comprend 15 chansons, toutes produites par DJ Es.T.
Le 31 juillet 2010, les membres de Crew Cuervos annonce le départ de Zenit pour des motifs personnels, sans avoir à affronter le reste du groupe. Le 23 septembre 2011, les membres de Crew Cuervos annonce aussi le départ de Artes, sans avoir à affronter le reste du groupe. Au début 2012, le groupe annonce l'arrivée de Zatu, originaire de Séville, membre du groupe SFDK. En mai la même année, ils publient le nouveau single Vuela con nosotros avec lequel ils anticipent l'arrivée de leur deuxième album, Héroes y vilanos. Le 2 octobre 2012, Héroes y vilanos est publié au label Boa Music. Le disque se compose de 17 chansons produites par DJ Es.T, DJ Rune, K & D Pro et Baghira. La seule collaboration du crew se fait avec Tosko, sur single avec un clip vidéo, Livertad.

## Discographie

### Albums studio
- 2009 : Carrie (Zona Bruta)
- 2012 : Héroes y villanos (BoaCor)

### EP
- 2009 : Crew Cuervos: Maxi (Zona Bruta)